# Якубовський Максим Вікторович
Макси́м Ві́кторович Якубо́вський (нар. 1973) — генерал-майор юстиції України.

## Життєпис
Закінчив Одеський державний університет ім. І. І. Мечникова.
З 1996 року працює в органах прокуратури, обіймав посаду помічника Одеського транспортного прокурора Південноукраїнської транспортної прокуратури, по тому — старшого слідчого Одеської транспортної прокуратури.
Працював старшим слідчим в особливо важливих справах, згодом — на керівних посадах, слідчі підрозділи Генеральної прокуратури України.
З серпня 2014 року працює заступником Головного військового прокурора-начальником управління процесуального керівництва.
26 березня 2015 року очолив військову прокуратуру Південного регіону України.
Заступник Генерального прокурора.
2 вересня 2022 року звільнений з посади заступника Генерального прокурора.